# Гуща (река)
Гуща — река в Ульяновской области. Исток у села Белое Озеро Майнского района. Впадает в реку Свияга. Длина реки — 59 км, площадь водосборного бассейна — 973 км².
На реке Гуща расположена Игнатовка, посёлок городского типа Майнского района Ульяновской области (в 19 км к югу от районного центра Майна, в степной местности).